# Vransko jezero i Jasen
Vransko jezero i Jasen este o arie protejată (sit de importanță comunitară — SCI) din Croația întinsă pe o suprafață de 5.912,98 ha, integral pe uscat.

## Localizare
Centrul sitului Vransko jezero i Jasen este situat la coordonatele 43°53′51″N 15°34′44″E / 43.897428°N 15.578768°E.

## Înființare
Situl Vransko jezero i Jasen a fost declarat sit de importanță comunitară în iulie 2013 pentru a proteja 1 specie de plante și 6 specii de animale.

## Biodiversitate
Situată în ecoregiunea mediteraneană, aria protejată conține 7 habitate naturale: Pajiști umede mediteraneene cu ierburi înalte de Molinio-Holoschoenion, Ape puternic oligomezotrofe cu vegetație bentonică cu Chara spp., Iazuri temporare mediteraneene, Pseudostepă cu ierburi și specii anuale de Thero-Brachypodietea, Pajiști uscate din regiunea submediteraneeană estică (Scorzoneratalia villosae), Pajiști submediteraneene de Molinio-Hordeion secalini, Matorral arborescenți cu Juniperus spp..
La baza desemnării sitului se află mai multe specii protejate:
- plante (1): Scilla litardierei
- mamifere (1): liliacul mare cu potcoavă (Rhinolophus ferrumequinum)
- nevertebrate (2): Anisus vorticulus, Lindenia tetraphylla
- pești (1): Knipowitschia panizzae
- reptile (2): șarpele cu patru dungi (Elaphe quatuorlineata), țestoasă bănățeană (Testudo hermanni)

Pe lângă speciile protejate, pe teritoriul sitului au mai fost identificate 20 de specii de plante, 2 specii de nevertebrate.